# النشاط العصبوني السابق للحركة
يشير النشاط العصبوني السابق للحركة في النشرات العصبية الفيزيولوجية إلى التغيرات العصبونية المسببة لتعديل معدل إطلاق العصبونات قبل إنتاج الفرد للحركة. أظهرت التجارب على العديد من الحيوانات، في الغالب القردة، نشاط مناطق معينة من الدماغ على وجه التحديد ومشاركتها في بدء الحركة والاستعداد لها. يلعب نوعان من جهود الغشاء، جهد الاستعداد، أو «بي بّي»، والتغير السلبي المشروط، أو «سي إن في»، دورًا جوهريًا في النشاط العصبوني السابق للحركة. ثبتت مشاركة كل من هذين الجهدين بشكل مباشر في التخطيط للحركة وبدئها. تشمل العوامل المتعددة المؤثرة على النشاط العصبوني السابق للحركة كلًا من الاستعداد الحركي، وتثبيط الاستجابة الحركية، وبرمجة هدف الحركة، والمهام مغلقة الحلقة ومفتوحة الحلقة، وفترات التأخير اللازمة، والتغيرات طويلة المدى وقصيرة المدى والعصبونات الحركية المرآتية.

## العلاقة مع القشرة المخية والنوى القاعدية
تربط الحلقة تحت القشرية الموجودة داخل الدماغ العصبونات الحركية العلوية، التي تنشأ في القشرة الحركية الأولية وأمام الحركية وجذع الدماغ، مع العقد القاعدية. تعمل هذه العصبونات الحركية العلوية في النهائية على بدء الحركة عبر التحكم في نشاط العصبونات الحركية السفلية، التي تقع في جذع الدماغ والنخاع الشوكي، وتمتد لتعصب عضلات الجسم. تعمل العصبونات الحركية العلوية أيضًا على ضبط نشاط عصبونات الدائرة المحلية، التي تقدم مشابكها كمية كبيرة من المدخلات للعصبونات الحركية السفلية، لتؤثر بدورها على الحركة التالية. نتيجة لذلك، تؤثر العقد القاعدية بشكل غير مباشر على الحركة من خلال تنظيم نشاط العصبونات الحركية العلوية، ما يحدد في النهاية النشاط في العصبونات الحركية السفلية.

## مناطق العقد القاعدية المؤثرة على الحركة
تشمل العقد القاعدية مجموعة من النوى الحركية المتمركزة عميقًا داخل نصفي الكرة المخية، بما في ذلك الجسم المخطط، الذي يحتوي على نواتين معروفتين بالنواة المذنبة والبطامة، والشاحبة، التي تحتوي على الكرة الشاحبة والجزء الشبكي من المادة السوداء. يُعد الجسم المخطط مركز المدخلات الرئيسي للعقد القاعدية، إذ ترتبط العصبونات العلوية للمناطق الحركية في الفص الجبهي المسؤولة عن التحكم في حركة العين تحديدًا مع العصبونات الموجودة في النواة المذنبة، بينما ترتبط عصبونات القشرة أمام الحركية والحركية في الفص الجبهي مع العصبونات الموجودة في البطامة. يُطلق على العصبونات الرئيسية الملاحظة في هذه البنى اسم العصبونات الشوكية المتوسطة.

## تنشيط العصبونات الشوكية المتوسطة
يرتبط تنشيط العصبونات الشوكية المتوسطة بشكل عام مع حدوث الحركة. أظهرت التسجيلات خارج الخلوية ارتفاع معدل إطلاق هذه العصبونات عندما تكون الحركة على وشك الحدوث. تلعب هذه الإطلاقات الاستباقية دورًا في عملية تحديد الحركة، وقد تسبق الحركة بعدد من الثواني وتتنوع بالاعتماد على الموقع في فضاء اتجاه الحركة.

## معالجة إشارات الحركة بواسطة العقد القاعدية
تمثل العصبونات الموجودة في الكرة الشاحبة والمادة السوداء مناطق المخرجات الرئيسية للعقد القاعدية. تؤثر هذه العصبونات الصادرة على نشاط العصبونات الحركية العلوية. تُعتبر العصبونات في هذه المناطق غابية الفعل، ما يجعل المخرجات الأساسية للعقد القاعدية تثبيطية، إذ يؤدي التنشيط التلقائي لهذه العصبونات إلى كبح الحركة غير المرغوبة بشكل مستمر. تُعد مدخلات العصبونات الشوكية المتوسطة إلى مناطق مخرجات العقد القاعدية بدورها غابية الفعل وبالتالي تثبيطية. ينتهي تأثير المدخلات الاستثارية إلى العقد القاعدية من القشرة المخية بالتثبيط (من خلال العصبونات الشوكية المتوسطة) للخلايا التثبيطية النشطة بشكل مستمر الموجودة في مركز مخرجات العقد القاعدية. يؤدي هذا التأثير التثبيطي المضاعف إلى تنشيط العصبونات الحركية العلوية، ما يسبب وصول إشارات لاحقة لعصبونات الدائرة المحلية والعصبونات الحركية السفلية المسؤولة عن بدء الحركة. يُطلق على هذا المسار اسم المسار المباشر عبر العقد القاعدية. يوجد مسار غير مباشر آخر بين الجسم المخطط وجزء من الكرة الشاحبة. يشمل هذا المسار غير المباشر أيضًا النواة أسفل المهاد (جزء من المهاد)، التي تتلقى الإشارات من القشرة المخية. تعمل الإشارات الاستثارية من القشرة المخية على تنشيط العصبونات أسفل المهاد، التي تمتلك بدورها تأثيرًا استثاريًا. نتيجة لذلك، يؤدي هذا المسار غير المباشر إلى تعزيز التثبيط من خلال الإشارات الاستثارية إلى الخلايا غابية الفعل الموجودة في الكرة الشاحبة. في الحقيقة، ينظم هذا المسار عمل المسار المباشر من خلال التلقيم الراجع لمراكز مخرجات العقد القاعدية. يعمل التوازن بين هذين المسارين على معالجة إشارات الحركة ويؤثر في بدء الحركة وشيكة الحدوث.